# Fisher-Insel
Die Fisher-Insel (oder auch Fisher Island) ist eine gut 12 km lange, eisbedeckte Insel nördlich der Edward-VII-Halbinsel. Sie begrenzt westlich die Einfahrt zur Sulzberger Bay. Vom antarktischen Festland, speziell von der Saunders-Küste, die hier die Edward-VII-Halbinsel im Norden begrenzt, ist sie über eine Strecke 1,6 km durch den westlichen Ausläufer des Swinburne-Schelfeises getrennt.
Kartografisch erfasst wurde sie durch das United States Geological Survey und mithilfe von Luftaufnahmen der United States Navy zwischen 1959 und 1965. Das Advisory Committee on Antarctic Names benannte sie 1966 nach Wayne Fisher, einem Mitarbeiter des US-Außenministeriums.